# Ponteilla
Ponteilla (på Catalansk: Pontellà) er en by og kommune i departementet Pyrénées-Orientales i Sydfrankrig.

## Geografi
Ponteilla ligger på Roussillon-sletten 12 km sydvest for Perpignan centrum. Nærmeste byer er mod vest Thuir (7 km), mod nord Canohès (4 km), mod øst Pollestres og mod syd Trouillas (2 km).

## Demografi

### Udvikling i folketal
| 1962                                                              | 1968  | 1975  | 1982  | 1990  | 1999  | 2007  | 2012  | 2017  |
| ----------------------------------------------------------------- | ----- | ----- | ----- | ----- | ----- | ----- | ----- | ----- |
| 1.026                                                             | 1.107 | 1.082 | 1.182 | 1.521 | 1.827 | 2.642 | 2.798 | 2.738 |
| Tal fra og med 1962 er uden dobbelttælling (sans doubles comptes) |       |       |       |       |       |       |       |       |